# Pietro Lorenzetti

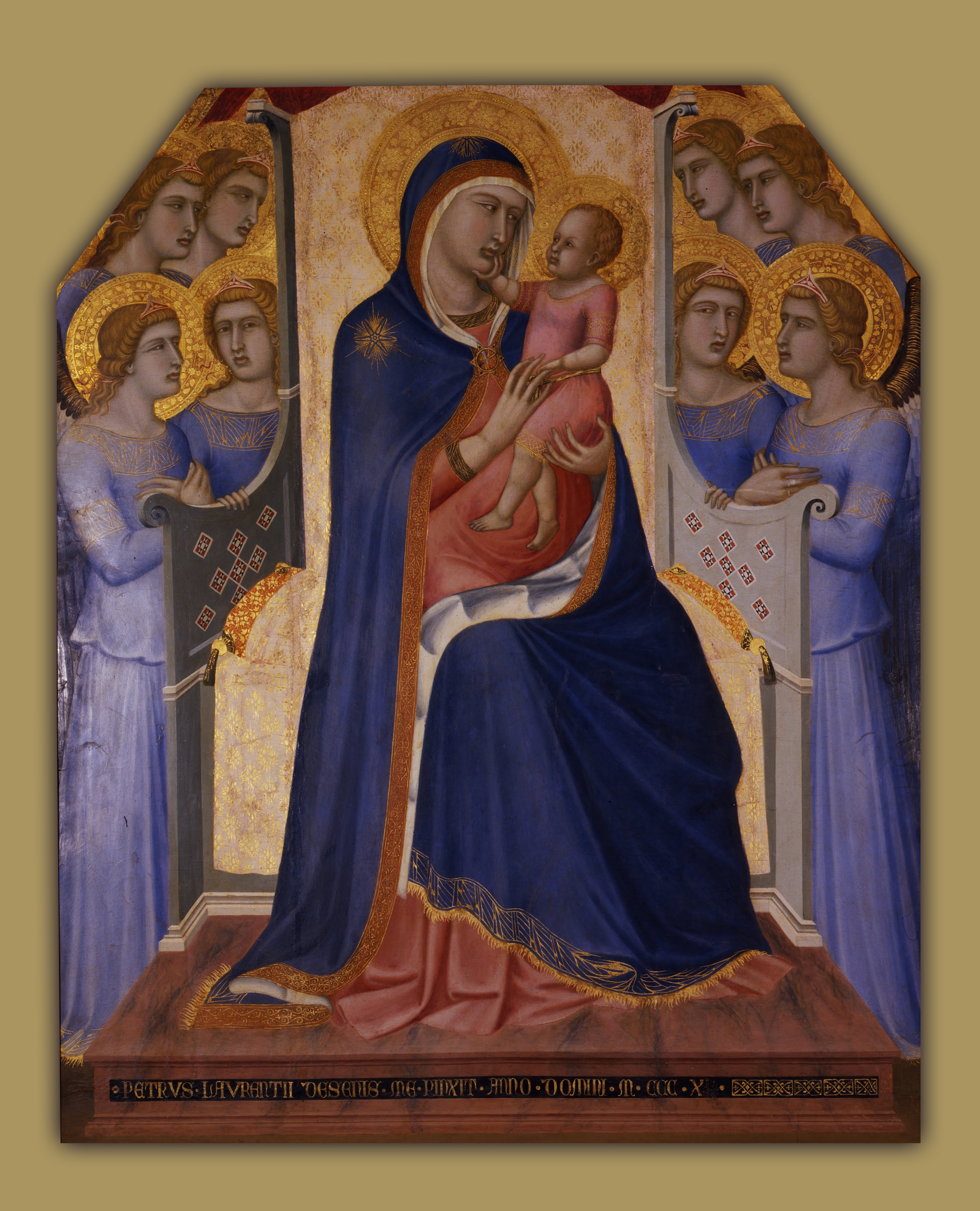
Pietro Lorenzetti, Trůnící Madona s anděly, 1340, tempera na dřevě, Galleria degli Uffizi, Florencie

Pietro Lorenzetti, též Petruccio Lorenzo (asi 1280, Siena – asi 1348, Siena) byl italský malíř činný v průběhu let 1306–1345. Spolu s mladším bratrem Ambrogiem, Ducciem di Buonisegna a Simone Martinim patřil k nejvýznamnějším představitelem sienské malby trecenta.

## Život a dílo
O životě Pietra Lorenzettiho je velmi málo poznatků, téměř všechny se týkají umělecké tvorby. Uměleckohistorické bádání od přelomu 19. až 20. století až po katalogy sbírek z prvních decénnií 21. století, přisoudilo jeho tvorbě důstojné místo v dějinách umění.
Svým dílem navázal na dva slavné předchůdce tzv. Sienské školy: Duccia, v jehož dílně se vyučil, a na Giotta, jehož malířské techniky podstatnou měrou zdokonalil. Také reflektoval svého současníka Lippa Memmi. Vzájemný vliv lze předpokládat i s jeho mladším bratrem, byť jejich styl se mírně lišil. Martina Glenn na stránkách Artmuseum.cz o rozdílu mezi oběma bratry napsala: "V porovnání s dílem jeho bratra Ambrogia jsou jeho obrazy spíše pochmurné a zasmušilé, spíše apelují na city diváka."
Důležitou roli v popularizaci Pietrova díla sehrál malíř a životopisec Giorgio Vasari, který však na základě studia jednoho jemu přisuzováného oltářního obrazu interpretoval Lorenzettiho jméno chybně jako Pietro Lauro.

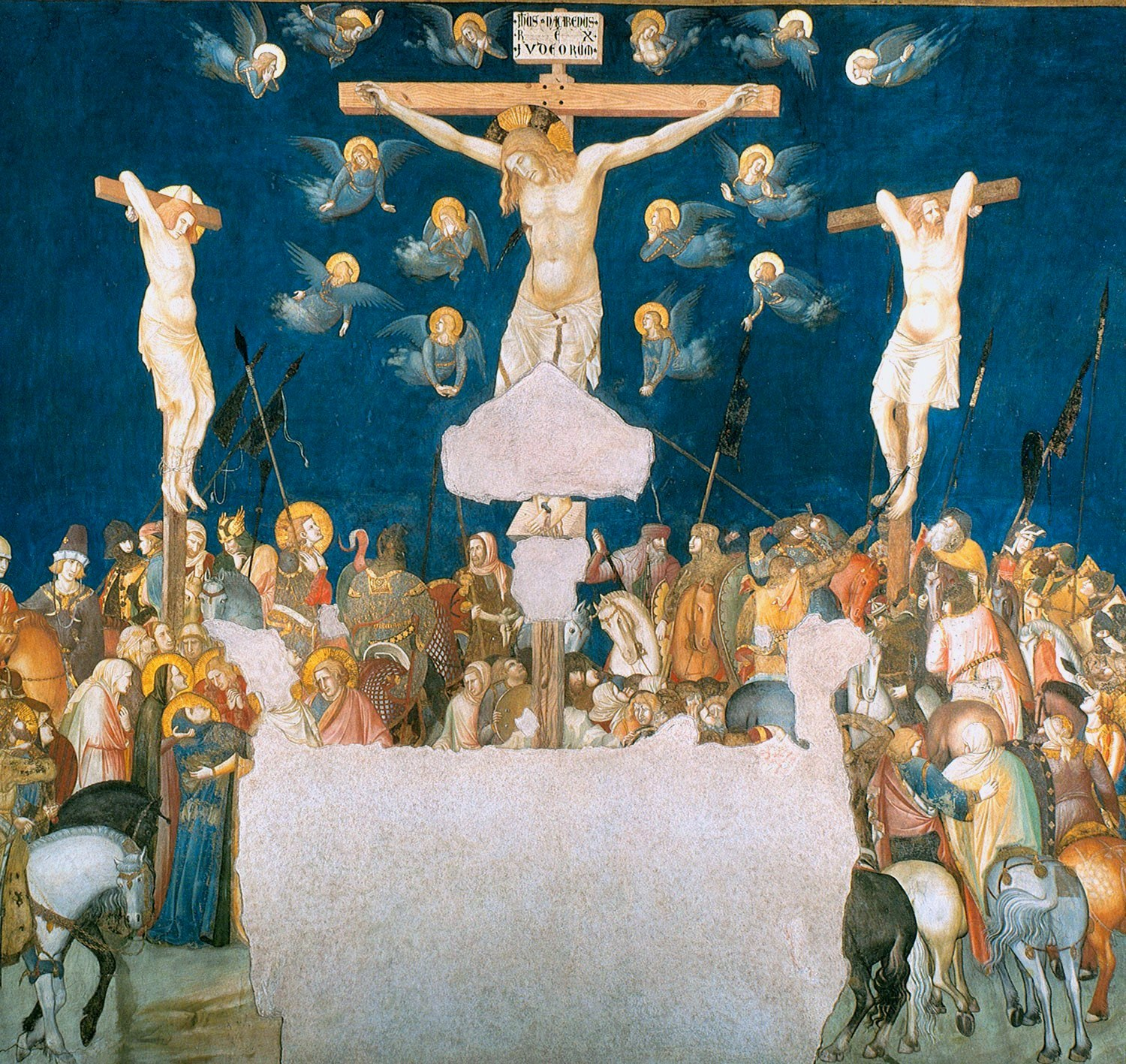
Ukřižování, kolem 1325, freska, Bazilika svatého Františka, Assisi

První historiky zaznamenaná zmínka o Pietrově tvorbě se datuje k roku 1305. Předpokládá se, že už v té době byl slavným malířem, protože pracoval na objednávku sienské městské rady. První bezpečně signované a datované dílo pochází z roku 1320. Je jím polyptych Madona s Dítětem, svatým Janem Křtitelem, donátorem a svatými Janem evangelistou a Matoušem z hlavního oltáře v kostele Santa Maria della Pieve v Arezzu.
K uvedenému roku je doložen rovněž Pietrův pobyt v Assisi, kde vytvořil řadu fresek v dolním chrámu Baziliky svatého Františka. Na výzdobě baziliky, vysvěcené v roce 1253, se podíleli významní italští umělci té doby, včetně Cimabue a Giotta. Cyklus nástěnných maleb vytvořených z pověření kardinála Giovanniho Orsiniho v příčné lodi baziliky je jeho jediným zachovaným monumentálním souborem a současně patří k jeho nejvýznamnějším dílům. Fresky s náměty pašijové cyklu – Snímání z kříže, Kladení do hrobu, Zmrtvýchvstání či Kristus v předpeklí – a náměty ze života svatého Františka jsou charakteristické živým barevným podáním a detailním vykreslením tvarů.
Po ukončení prací v Assisi vytvořil Pietro v letech 1328–1329 hlavní oltář sienského kostela San Niccolò del Carmine. Oltář v 16. století rozebrali a dnes se oltářní malby kromě místní obrazárny Pinacoteca Nazionale nacházejí i v kostelích okolních měst.
Z let 1324–1327 a od roku 1335 se datuje společná práce bratří Lorenzettiových v bazilice svatého Františka a nemocnici Santa Maria della Scala. Oba bratři dodávali také oltářní obrazy. Národní galerie v Praze má ve sbírce starého evropského umění dva trojúhelníkové oltářní nástavce, které byly součástí tzv. Loeserova polyptychu s Pannou Marií a dítětem (dnes v Palazzo Vecchio, Florencie). Křídla oltáře se sv. Kateřinou, sv. Markétou a sv. Janem Evangelistou jsou rozptýlena v dalších sbírkách.
V roce 1335 Pietra pověřili vytvořit v sienské katedrále Santa Maria Assunta oltář s námětem narození Panny Marie. Oltářní obraz Narození Panny Marie je považován za vrcholné Lorenzettiho dílo.
Pietro zemřel společně se svým bratrem v roce 1348 v Sieně při rozsáhlé epidemii moru, při níž zahynula více než polovinu obyvatel města.

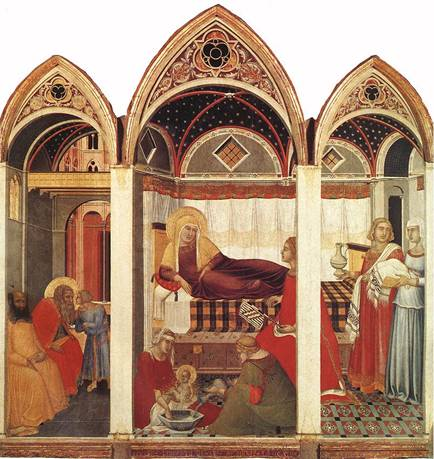
Narození Panny Marie, 1335–1342, tempera na dřevě, 188 × 183 cm, Museo dell'Opera del Duomo, Siena

### Narození Panny Marie
Obraz patří k posledním umělcovým dílům a je současně vrcholem jeho tvorby. Tvořil prostřední desku oltáře sv. Savina v sienské katedrále. Lorenzetti inovoval formu triptychu tím, že sloučil scény tří křídel oltáře do jedné kompozice. Obraz zachycuje žánrovou scénu krátce po narození Panny Marie. Dominantními postavami jsou Mariiny rodiče svatá Anna a svatý Jáchym. Anna v pololežící poloze se dívá na dvě ženy koupající novorozeně. Pravé křídlo triptychu organicky přechází do středního; umělec zde zachytil pokračování pokoje s pohovkou, na níž leží rodička. Pohovka, bílý závěs a žena v červených šatech jsou výtvarnými prvky, jejichž prostřednictvím dvě pole obrazu splývají do jednoho celku. Levý díl je samostatný; jde o jakýsi předpokoj, kde malý chlapec v modrých šatech důvěrně oznamuje Jáchymovi radostnou zvěst. Dílo dokládá charakteristické rysy Lorenzettiho tvorby – pestré barevné podání a smysl pro detail. Na střední desce je ve spodní části umělcova signatura a letopočet 1342.
Po tomto díle Lorenzetti vytvořil ještě obraz svaté Kateřiny Alexandrijské, nyní ve sbírce Metropolitního muzea umění v New Yorku.

## Galerie

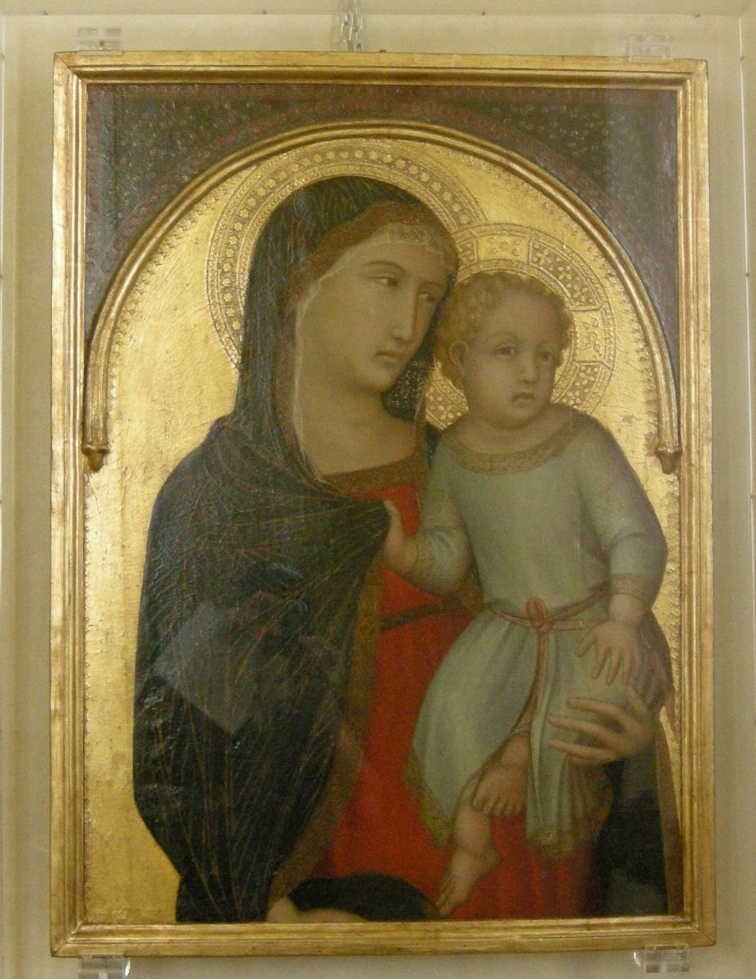
Madona s dítětem, Loeserův polyptych, 1330
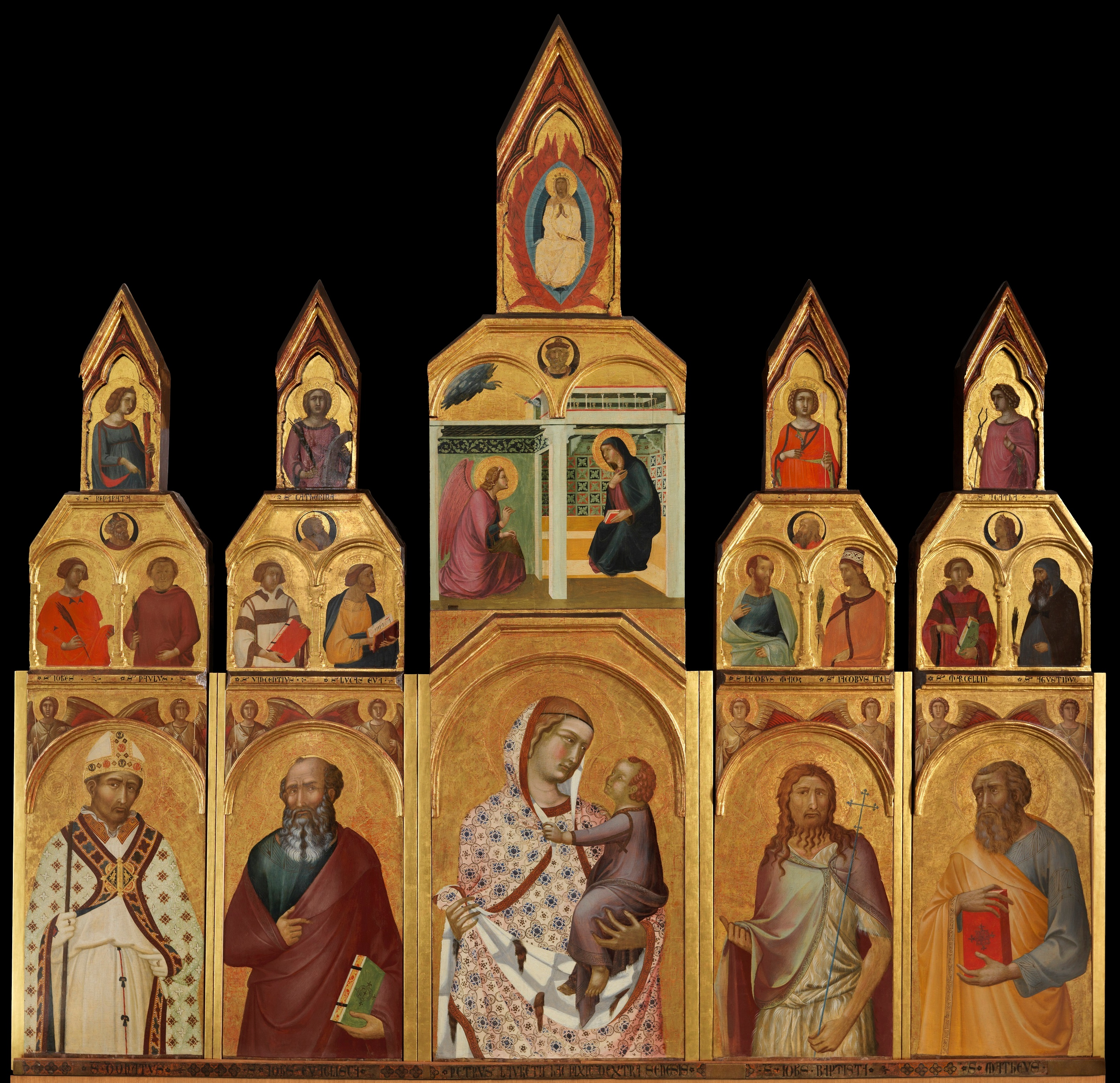
Madona s Dítětem, svatým Janem Křtitelem, donátorem a svatými Janem Evangelistou a Matoušem
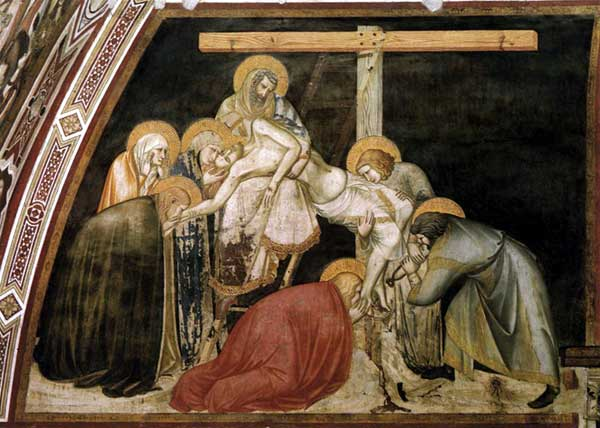
Snímání z kříže
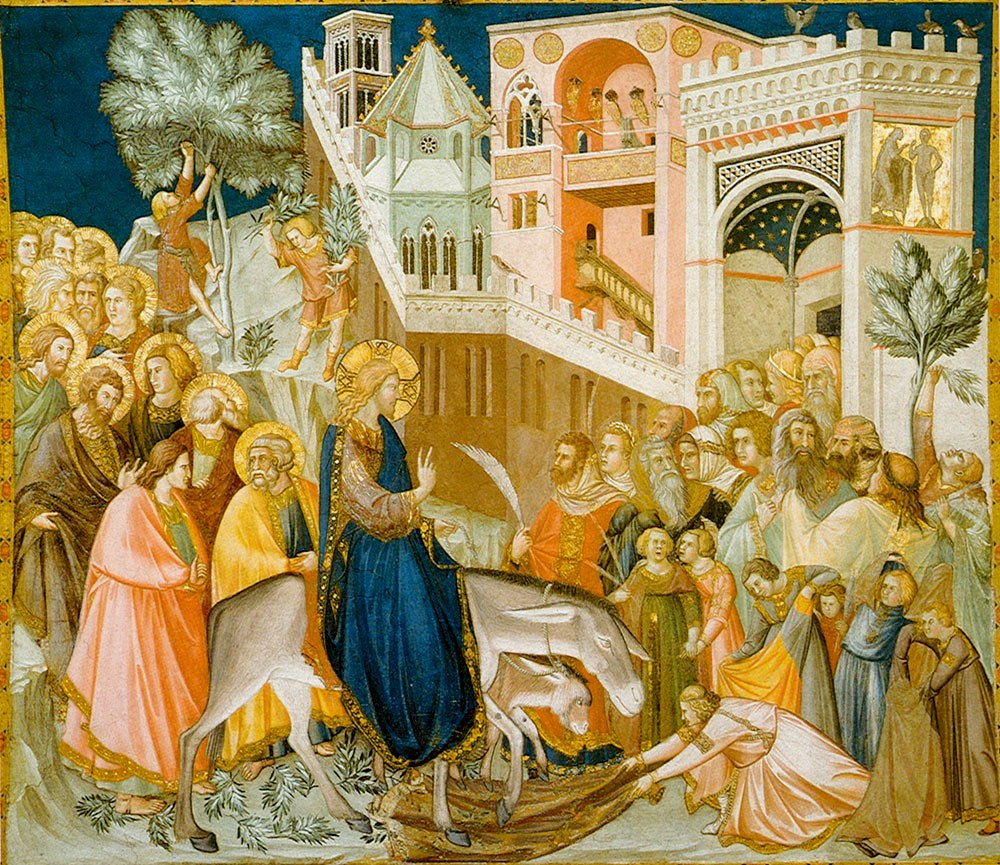
Kristův příchod do Jeruzaléma
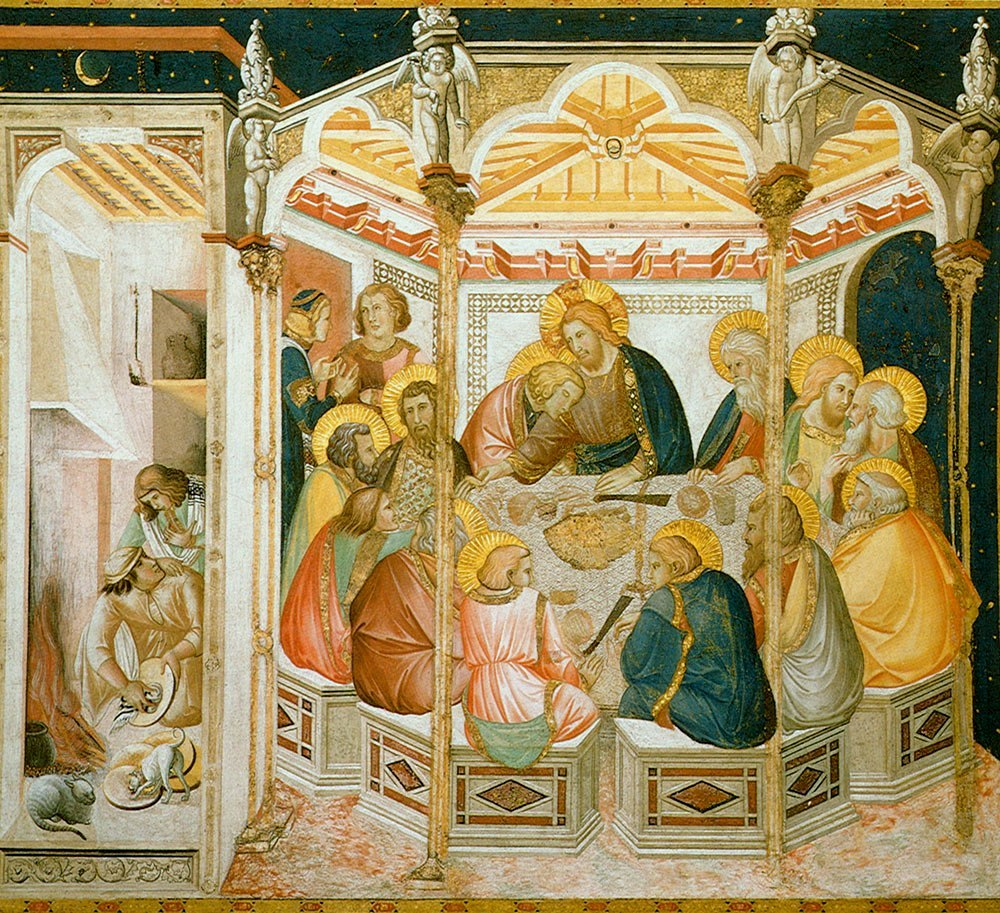
Poslední večeře
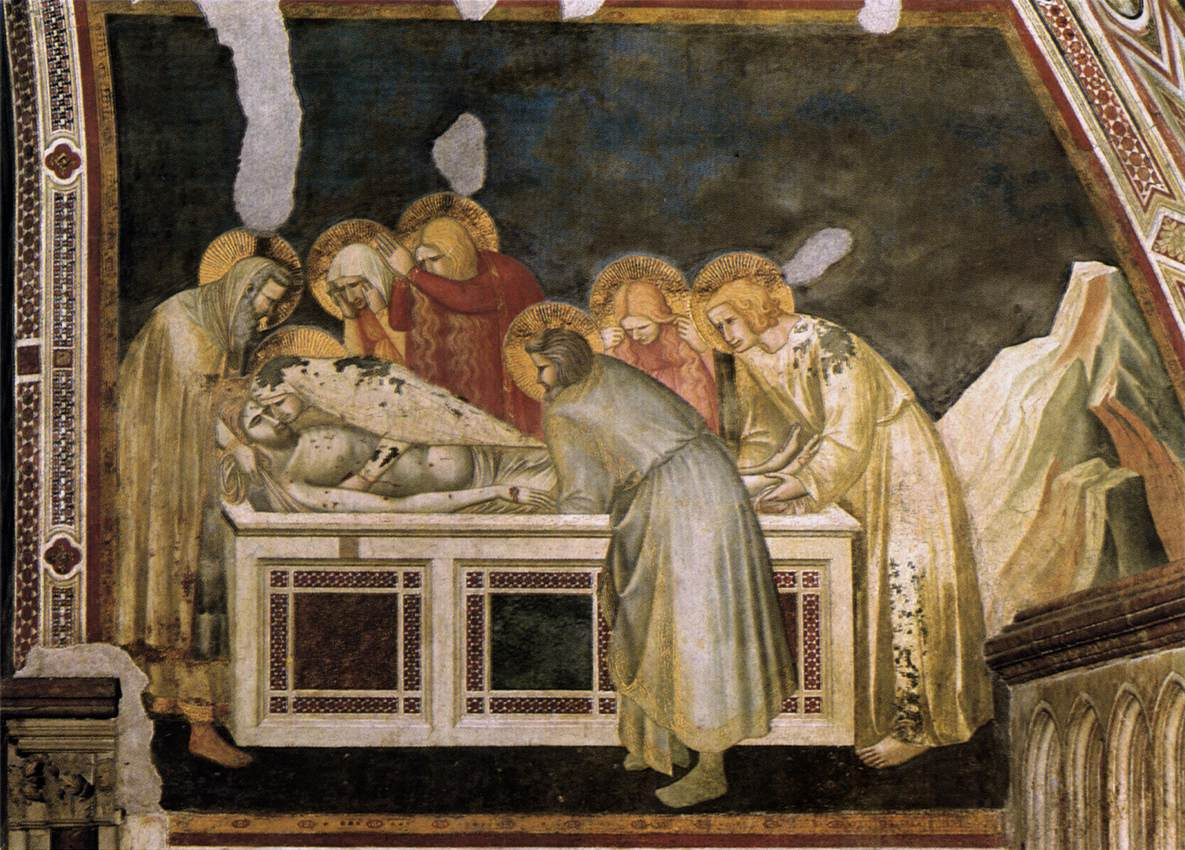
Ukládání do hrobu
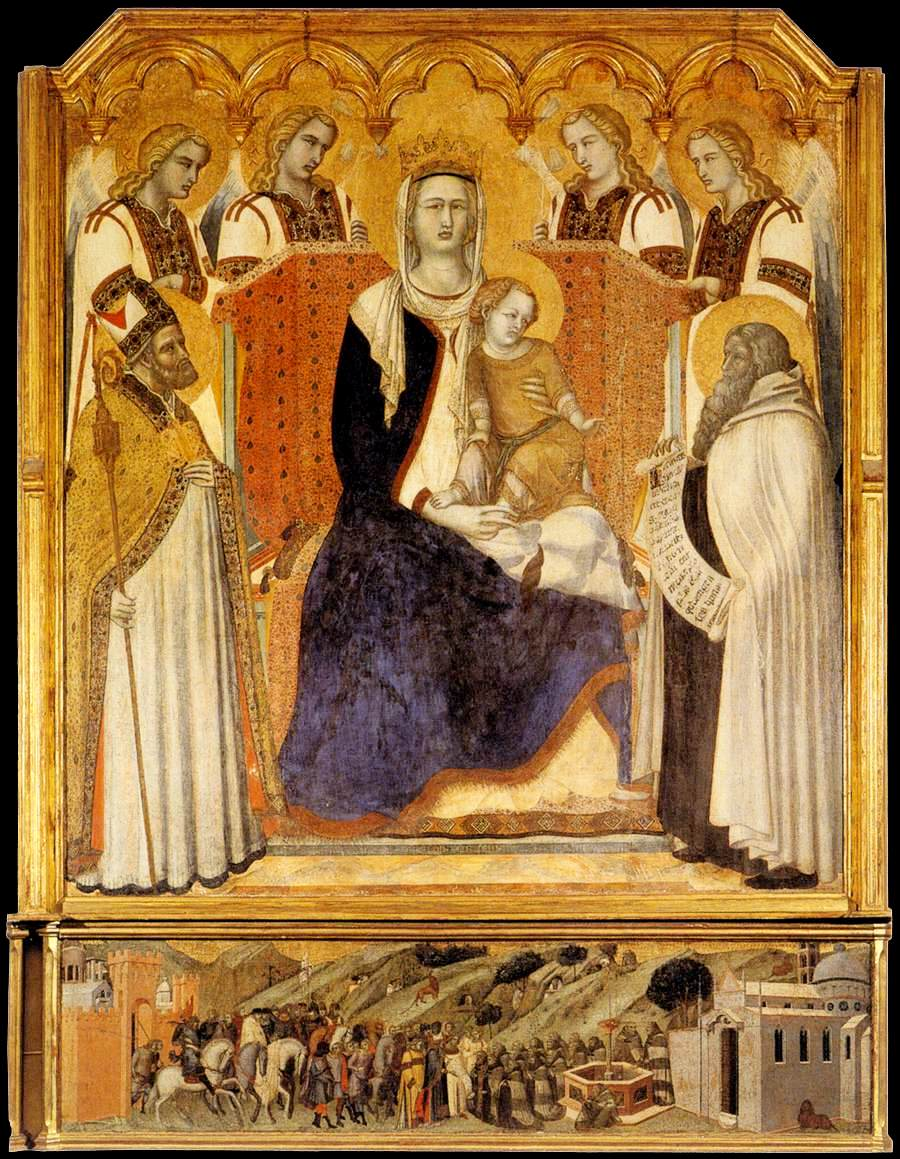
Madona s Dítětem mezi svatým Mikulášem, prorokem Eliášem a anděly
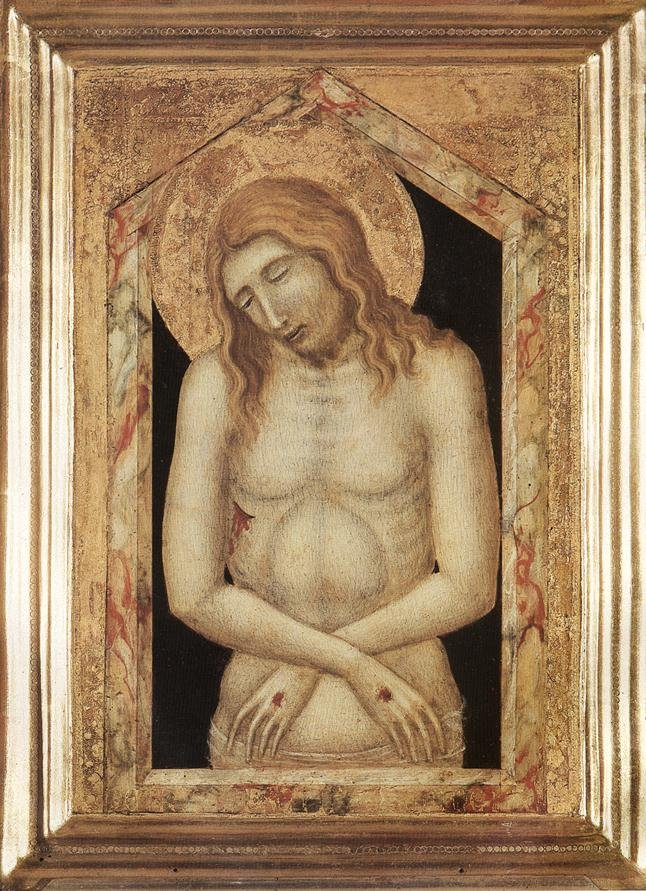
Bolestný Kristus
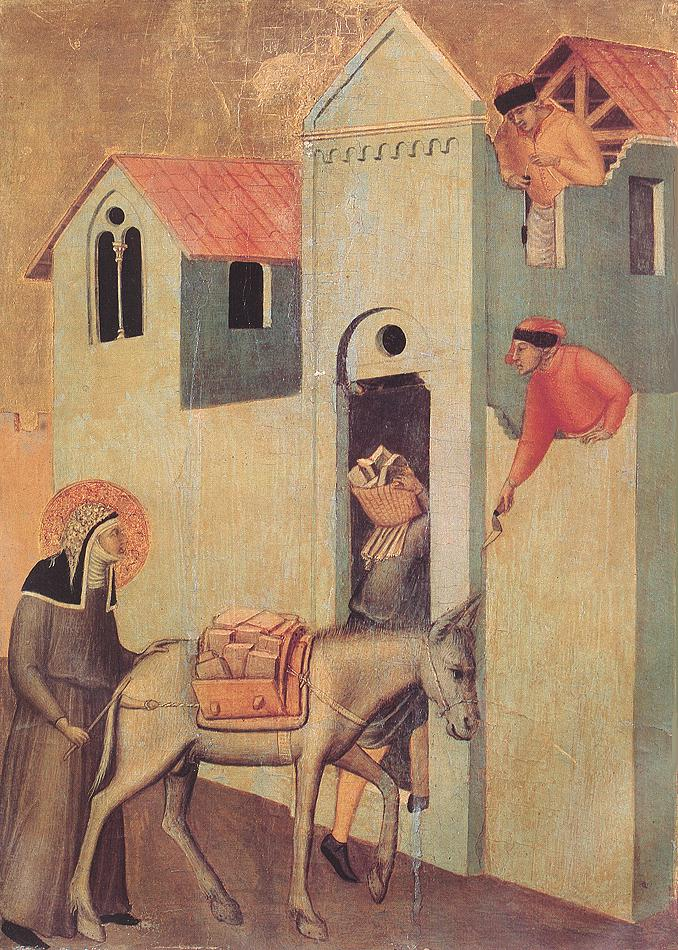
Svatý Humilitas vozí cihly na stavbu nového kláštera